# Spice and Wolf
Spice and Wolf (狼と香辛料 Ōkami to Kōshinryō?, lit. Lobo y especias) es una novela ligera escrita por Isuna Hasekura, con ilustraciones de Jyu Ayakura. La primera novela fue lanzada el 10 de febrero de 2006, recopilado desde entonces en veinticuatro volúmenes publicados por Media Works al 7 de enero de 2023, donde 9 millones de ejemplares han sido vendidos en Japón. 
La serie ha sido llamada una "fantasía única" por el periódico Mainichi Shinbun debido a la trama centrada en la economía, el comercio y la venta ambulante, en lugar de ser la típica serie de espadas y magia que suelen contener las historias de fantasía. Yen Press licencia las novelas en América del Norte.
Una adaptación seinen ilustrada en forma de manga por Keito Kōme, es serializada en la revista japonesa Dengeki Maoh desde el 27 de septiembre de 2007, publicada por MediaWorks. El manga fue licenciado por Yen Press para su versión inglesa.
El anime es publicado en inglés por Kadokawa Pictures y FUNimation. La distribuidora Coalise Estudio anunció la licencia de la primera temporada para España el 29 de agosto de 2020.  La segunda temporada, titulada como Spice and Wolf II (狼と香辛料 Ōkami to Kōshinryō II?) se estrenó el 9 de julio de 2009. 
Una novela visual basada en la serie salió para Nintendo DS el 26 de junio de 2008 por MediaWorks, y otra novela visual para el DS fue lanzado el 17 de septiembre de 2009.
Una segunda adaptación de la serie de televisión de anime producida por Passione se emitió de abril a septiembre de 2024. Se ha anunciado una segunda temporada.

## Argumento
En Spice and Wolf, la historia gira en torno a Craft Lawrence de 25 años de edad, un vendedor ambulante que viaja de pueblo en pueblo vendiendo y comprando varias cosas para ganarse la vida en un ambiente histórico con influencias europeas. 
Su principal objetivo en la vida es reunir dinero suficiente para iniciar su propia tienda, ya ha estado viajando durante siete años, mientras que adquiere experiencia en el comercio. Una noche cuando se detuvo en la ciudad de Pasroe, encuentra en su carro a una chica llamada Holo, una deidad loba, de más de 600 años de edad. Ella parece tener quince años de edad, con la excepción de tener cola y orejas de lobo. Se presenta a sí misma como la diosa de la cosecha, la cual ha mantenido la fortuna de contar con buenas cosechas de trigo durante muchos años. A pesar de tener la responsabilidad de velar por el pueblo, quiere volver a su tierra natal en el norte llamado Yoitsu; cree que la gente ya ha abandonado la fe en ella y no cree que ella deba mantener su promesa de mantener las buenas cosechas. Holo también quiere viajar para ver cómo el mundo ha cambiado ya que ha permanecido mucho tiempo en el mismo lugar durante años. Ella negocia su salida de la aldea haciendo un trato con Lawrence para que la lleve con él. A medida que viajan su sabiduría ayuda a aumentar sus beneficios, pero al mismo tiempo, su verdadera naturaleza debe ser ocultada para no llamar la atención de la iglesia.

## Personajes
A continuación se describe brevemente a los personajes principales y se nombra a los seiyū:
- Kraft Lawrence  (クラフトロレンス Kurafuto Rorensu?)

Seiyū: Jun Fukuyama
Doblaje (Hispanoamérica): Juan Carlos Román (2008 y 2024)
Kraft Lawrence,  de veinticinco años de edad, un vendedor ambulante, que va viajando de pueblo en pueblo comprando y vendiendo cosas distintas con el fin de ganarse la vida. Cuando tenía doce años, se convirtió en aprendiz de un comerciante y se estableció por su cuenta cuando tenía dieciocho años. Su objetivo en la vida es reunir el dinero suficiente para iniciar su propia tienda, ha estado viajando durante siete años, mientras que adquiere experiencia en el comercio. Conoce a Holo una noche y eventualmente, parte a su viaje con él. Ella le ayuda con su sabiduría, que ayuda a aumentar sus ganancias y sacarle de atascos. A medida que la serie avanza, tanto Lawrence y Holo demuestran un creciente afecto. Lawrence menciona haber sido ocho veces atacado por lobos durante sus viajes.
- Holo[5][6] (ホロ Horo?)

Seiyū: Ami Koshimizu
Doblaje (Hispanoamérica): Dayana Santiaguillo (2008 y 2024)
Holo, la diosa de la cosecha, vivía en unas tierras del norte, conocido como Yoitsu. Holo hizo una promesa con los hombres de un pueblo llamado Pasroe donde se garantizó que el pueblo tendría buenas cosechas de trigo año tras año. Sin embargo, a medida que pasaba el tiempo, la gente del pueblo comenzó a abandonar lentamente la fe en Holo y a no confiar en ella, ya que algunos años debía dejar que la tierra descansase, dejando a los aldeanos sin cosecha, para que volviera a coger fuerza para la siguiente cosecha. Holo escapa de la ciudad en la carreta de Lawrence y así comenzó a viajar con él para ver lo mucho que ha cambiado el mundo desde que ha estado en Pasroe. Holo ha elegido la forma de una chica de quince años de edad, aunque ella todavía conserva su gran cola y orejas de lobo. Su verdadera forma es la de un gran lobo, que muchas personas han venerado y temido. 
Se refiere a sí misma como "La Sabia de Yoitsu"  (ヨイツの賢狼  Yoitsu no Kenrō?). Por lo general es muy arrogante y autosuficiente, pero debido a su aislamiento durante cientos de años en Pasroe, poco a poco empieza a sentirse muy sola y a veces, muestra su lado más sensible. Ella se apoya en Lawrence ya que teme la soledad, es algo donde Lawrence es muy consciente y por ello trata de consolarla. Holo también es consciente del período de vida entre ella y Lawrence, el cual define como "una vida humana es como un abrir y cerrar de ojos para nuestra especie". Tiene una forma peculiar de hablar. Es amante de la buena comida y el sake, aunque le gustan especialmente las manzanas. Se enorgullece de su cola y cuida especialmente de ella, peinándola constantemente.
- Chloe (クロエ Kuroe?)

Seiyū: Kaori Nazuka
Doblaje (Hispanoamérica): Sara García
Es una aldeana de Pasroe y conoce a Lawrence desde hace mucho tiempo. De hecho, Lawrence le enseñó cómo ser una comerciante. Ella tenía un leve interés en Lawrence a pesar de no saber aún cómo debe mostrarse ante él, le respeta como su maestro y buen amigo.
Más tarde rompen su amistad cuando Chloe y sus aliados de la iglesia tratan de capturar y matar a Holo.
- Norah Arendt   (ノーラアレント Nōra Arento?)

Seiyū: Mai Nakahara
Doblaje (Hispanoamérica): Ilse Santillán
Nora hace su primera aparición en el volumen dos de la novela y en los episodios finales de la primera temporada del anime. Es pastora de una iglesia en la ciudad Rubinhaigen. Su compañero en esta profesión es un bien formado perro ovejero llamado Enekk. Esta le confía a Lawrence una tarea después de su encuentro.
- Fermi Amarti  (フェルミアマーティ Ferumi Amati?)

Seiyū: Saeko Chiba
Doblaje (Hispanoamérica): Fernando Rivas Villareal
Amati, quien al igual que Lawrence usa su apellido para los negocios, hace su primera aparición en el volumen tres de la novela y en la segunda temporada del anime. Es un joven que trabaja como mercader. Él está enamorado de Holo, cree que es gentil, amable y una señorita educada. Le propone un trato a Lawrence donde el pagaría la deuda que Holo mantenía con Lawrence para luego pedirle matrimonio.
- Dian "Diana" Rubens (ディアンルーベンス Dian Rūbensu?)

Seiyū: Akeno Watanabe
Doblaje (Hispanoamérica): Mariana Trenado
Diana, aparece por primera vez en el volumen tres de la novela y en la segunda temporada del anime. Es la líder de un grupo de alquimista y recopila cuentos y creencias paganas para imprimirlas en libros. Tiene la información sobre el lugar de nacimiento de Holo, Yoitsu.
Según Holo, Diana no es humana, ya que su forma real se asemeja a un pájaro más grande que Lawrence. Ella se enamoró de un sacerdote y pasó varios años ayudando a construir una iglesia.

## Dinero
Las monedas utilizada en el comercio son de Oro, Plata y Cobre.

### Oro
- Oro Numai: Una de las dos grandes monedas de oro.
- Oro Pireon: Una de las dos grandes monedas de oro.
- Oro Lumione: Las monedas con mayor circulación. Se basan en varios cálculos monetarios y tiene un valor de 38 piezas de Plata Toreni.
- Oro Rimmer: Moneda utilizada en la región Berg y la costa oeste del Reino de Puroania. Vale por unas 20 piezas de Plata Toreni.

### Plata
- Plata Toreni: La primera moneda emitida por el Reino Toreni hecha de plata, grabada con el perfil de las 11 generaciones Rey Toreni. Es muy popular en el mercado debido a su alto contenido en plata y fiabilidad.

- Plata Irenhd: Distribuida por la Aristocracia de Kumerusun, propietaria de plata grabada con los perfiles de las siete generaciones. Su valor es 40 veces inferior a la monedas Toreni.

- Plata Pattsuio: Su contenido de plata en el mercado la ha vuelto muy popular, junto con la plata Toreni.

- Plata Lute: Una vez fueron llamadas "Plata Falsa de Toreni". Se utiliza para pagar un bajo contenido de plata fina.

- Plata Mittsufingu: Monedas emitidas en la Catedral de Mittsufingu por la diócesis.

### Cobre
- Cobre Eni: Suelen ser utilizados para pagar pequeñas multa. Se han exportado muchas al Reino Uinfiru.

- Cobre Torie: Pequeñas cantidades de dinero para ser usado en cualquier cosa.

## Contenido de la obra

### Novelas ligeras
Spice and Wolf comenzó como una novela ligera escrita por Isuna Hasekura, Con ilustraciones de Jyu Ayakura. Originalmente, es la primera novela publicada por ASCII Media Works. Posteriormente, la primera novela se publicó el 10 de febrero de 2006, y al 7 de enero de 2023, ya tenía veinticuatro volúmenes publicados por ASCII Media Works. El lema de las novelas es "Merchant meats spicy wolf".
En septiembre de 2008, las novelas fueron autorizados por Yen Press para su distribución en inglés. El primer volumen se publicó en diciembre de 2009, y un nuevo volumen se publica cada seis meses. Mientras Yen Press rediseñado las portadas de las novelas, una sobrecubierta conserva el arte de la cubierta original de la primera novela. A pesar de la cubierta las ilustraciones de las novelas no cambian.

### Manga
Una adaptación al manga ilustrada por Keito Koume comenzó la publicarse en la revista japonesa Dengeki Maoh de contenido seinen el 27 de septiembre de 2007, publicado por ASCII Media Works. Las cuatro últimas páginas de un capítulo fueron a todo color. El primera volumen encuadernado que contiene los seis primeros capítulos fue lanzado por ASCII Media Works bajo su etiqueta Comics Dengeki el 27 de marzo de 2008; dieciséis volúmenes han sido publicados el 27 de febrero de 2018. 
Finalizó el 27 de diciembre de 2017 con un total de 16 volúmenes.

### Radio en internet
Un programa de radio por internet fue organizado por Animar llamado Ōkamikku Radio (オオカミックラジオ) comenzó a transmitirse el 7 de diciembre de 2007. Un episodio se emite cada dos semanas, el programa está destinado principalmente a promover la serie de anime. El show es conducido por Jun Fukuyama, que interpreta a Kraft Lawrence en el anime, y el Ami Koshimizu que interpreta a Holo. El programa consta de ocho partes en cada emisión, que incluye noticias sobre la serie, los comentarios y observaciones de los oyentes, y una radionovela.

### Anime

#### Serie de 2008
El anime fue una adaptación producida por el estudio de animación Imagin se emitió en Japón entre el 9 de enero y 26 de marzo de 2008 en el Chiba TV, Doce de los trece episodios se transmitieron, con el episodio siete que es un DVD exclusivo. Los episodios se están publicando en seis volúmenes de la compilación de DVD en Japón, el volumen uno contiene tres episodios, mientras que los volúmenes posteriores contienen dos episodios cada uno. Los volúmenes se publicaron entre el 2 de abril y 29 de agosto de 2008 por Pony Canyon en Japón, el tercer volumen contiene una OVA, además de seis de las emisiones de televisión. Un Blu-ray Disc de la serie fue lanzado el 30 de enero de 2009. La serie está dirigida por Takeo Takahashi, escrito por Naruhisa Arakawa, y los diseños de los personajes son proporcionados por Kazuya Kuroda.  (旅の途中  "Tabi no Tochū"?)
Una segunda temporada del anime titulada Spice and Wolf II que consta de doce episodios, fue emitida en Japón entre el 9 de julio y 24 de septiembre de 2009. La mayoría del personal de la primera temporada continuaron, salvo Toshimitsu Kobayashi que fue sustituido por Kazuya Kuroda como el diseñador de personajes y director de animación en jefe. Spice and Wolf II está animada por Brain's Base en lugar de Imagin. Los seiyū de la primera temporada conservaron sus funciones. Otro OVA, animado por Brain's Base, fue lanzado junto con un libro de imágenes llamado Spice and Wolf: Wolf y Trigo de Oro  (狼と香辛料"狼と金の麦穂 , Ōkami a Kōshinryō Ōkami a Kin no Mugiho?) escrito e ilustrado por los mismos creadores de las novelas ligera y fue lanzado por ASCII Media Works el 30 de abril de 2009 en virtud de su sello editorial Dengeki Bunko Visual Novel.
El 1 de diciembre de 2021, Funimation anunció que la serie recibió un doblaje en español latino, que se estrenó el 16 de diciembre (primera temporada) y 13 de enero de 2022 (segunda temporada).

#### Serie de 2024
Se anunció una nueva adaptación al anime el 25 de febrero de 2022, como parte del 15 aniversario de la novela. Más tarde se confirmó que era una serie de televisión, titulada "Spice and Wolf: Merchant Meets the Wise Wolf", producida por Passione y dirigida por Hijiri Sanpei, con Takahashi regresando como director en jefe, Kevin Penkin componiendo la música, Fukuyama y Koshimizu regresando para repetir su papeles como Lawrence y Holo respectivamente. La serie se estrenó en abril de 2024 en TV Tokyo y otras cadenas. Crunchyroll obtuvo la licencia de la serie fuera de Asia. El 21 de marzo de 2024, Netflix anunció que transmitiría la serie en regiones asiáticas seleccionadas.
Después de que se emitió el episodio final de la primera temporada, se anunció una segunda temporada.
El 24 de septiembre de 2024, la serie tuvo un doblaje en español latino, el cual fue estrenado por Crunchyroll.

### Banda sonora
El tema de apertura es  (旅の途中  "Tabi no Tochū"?) por Natsumi Kiyoura, y el tema final es  (リンゴ日和~ The Wolf Whistling Song  "Ringo Hiyori: The Whistling Song Wolf"?) por Rocky Chack, los maxi singles salieron el 6 de febrero de 2008. La banda sonora original del anime fue lanzado el 12 de marzo de 2008. El anime tiene licencia para la versión en inglés por Kadokawa Pictures EE. UU. y FUNimation Entertainment.